# Howard R. Hollem

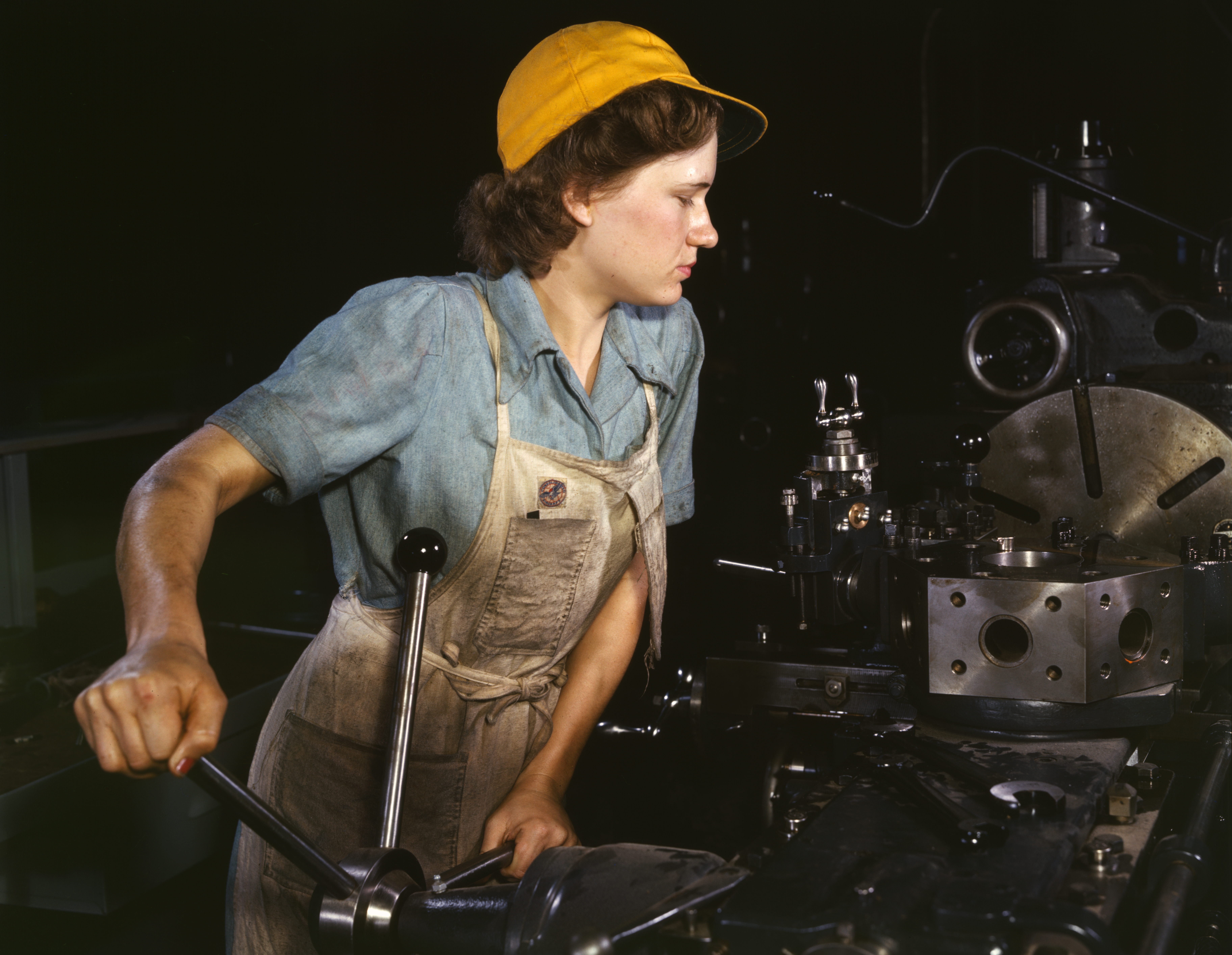
Howard R. Hollem: Soustružnice obrábí součástky pro dopravní letadla v továrně Consolidated Aircraft Corporation, Fort Worth, USA

Howard R. Hollem (?–1949) byl americký fotograf působící na počátku 20. století, byl členem společnosti Office of War Informations, která navázala na Farm Security Administration.

## Život a dílo
Je znám svými sociálními fotografiemi z doby, kdy byl zaměstnán u agentury Farm Security Administration. Byl mezi skupinou talentovaných fotografů najatých Royem Strykerem, šéfem FSA v letech 1935 až 1944, právě v době, která je často nazývána "zlatým věkem dokumentární fotografie". Společnost FSA byla vytvořena v USA v roce 1935 v rámci New Deal. Jejím úkolem bylo v krizi pomáhat proti americké venkovské chudobě. FSA podporovalo skupování okrajových pozemků, práci na velkých pozemcích s moderními stroji a kolektivizaci. Se vstupem USA do druhé světové války však nastala změna: projekt FSA dostal jiné jméno – Office of War Informations (OWI) – a také jiný program. Ve válce musela propaganda ukazovat, jak jsou Spojené státy silné a ne jaké mají potíže. V roce 1948, kdy FSA zanikla, byla dokonce snaha pořízené dokumenty zničit, aby nemohly být použity pro propagandu komunistickou.

## Galerie

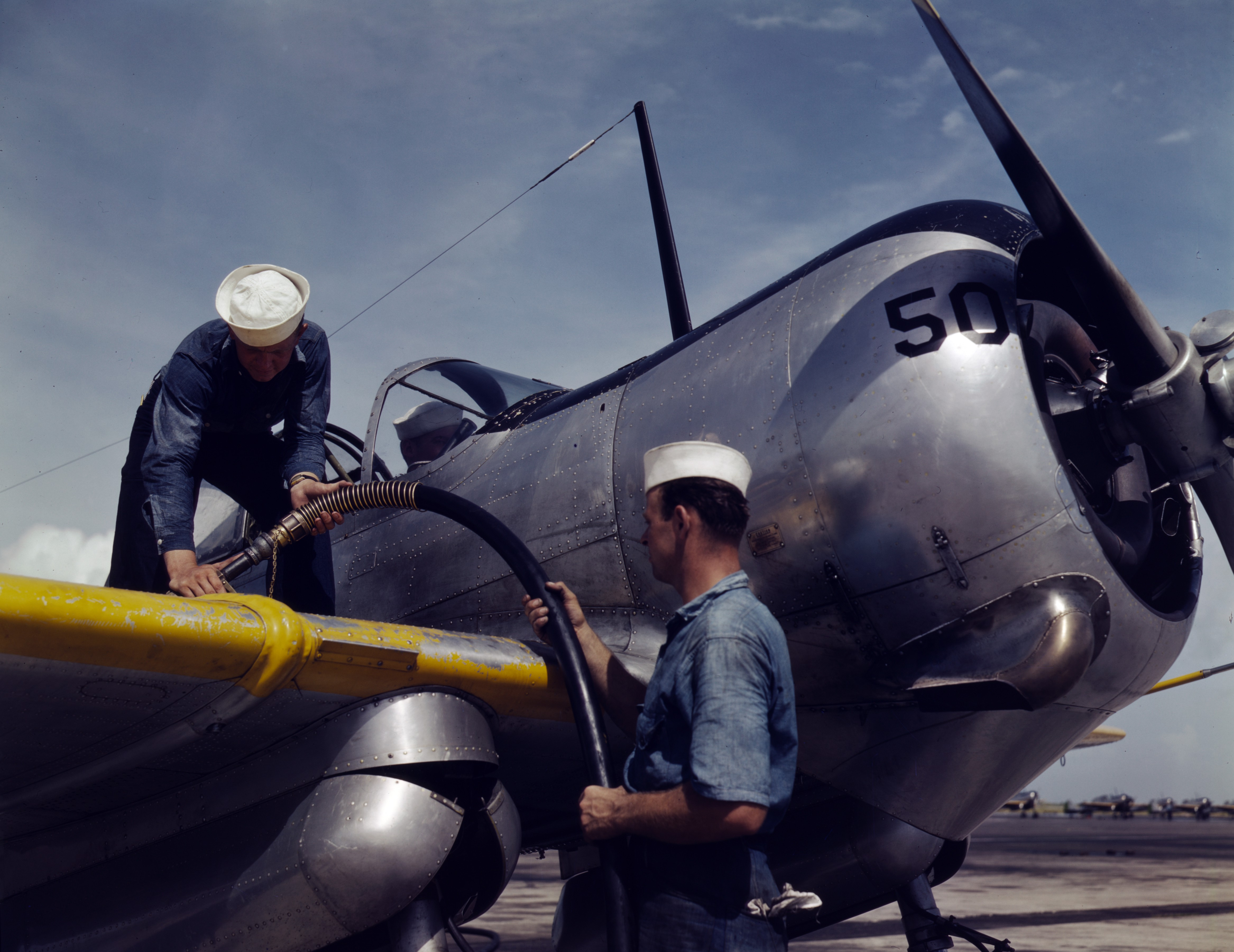
Tankování tréninkového letounu Curtiss SNC-1 Falcon, Corpus Christi, Texas, USA, 1942
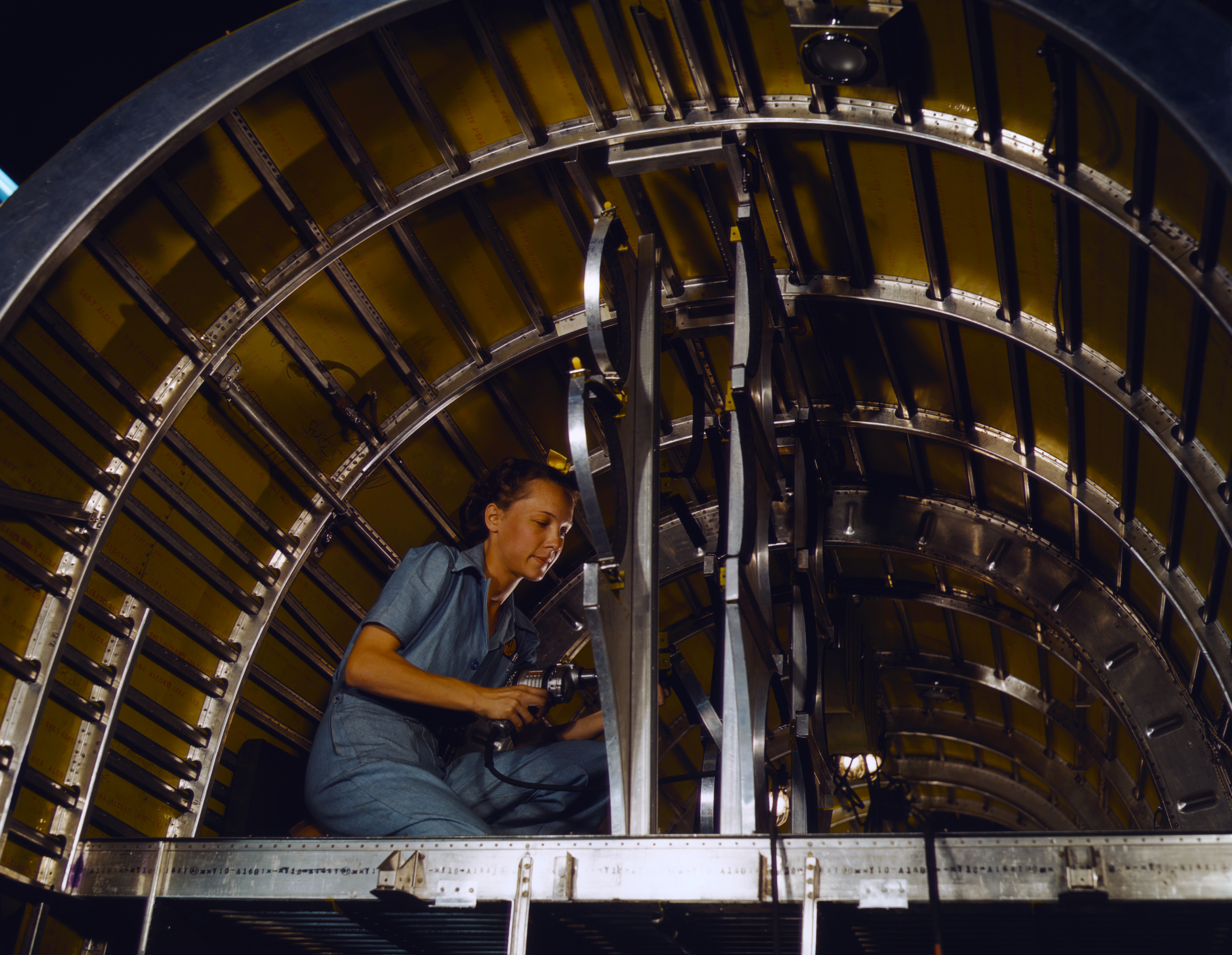
Výroba bombardéru B-24, Cabbie Coleman, původně žena v domácnosti, instaluje na palubu kyslíkové stojany, Consolidated Aircraft Corp., Fort Worth, Texas, 1942
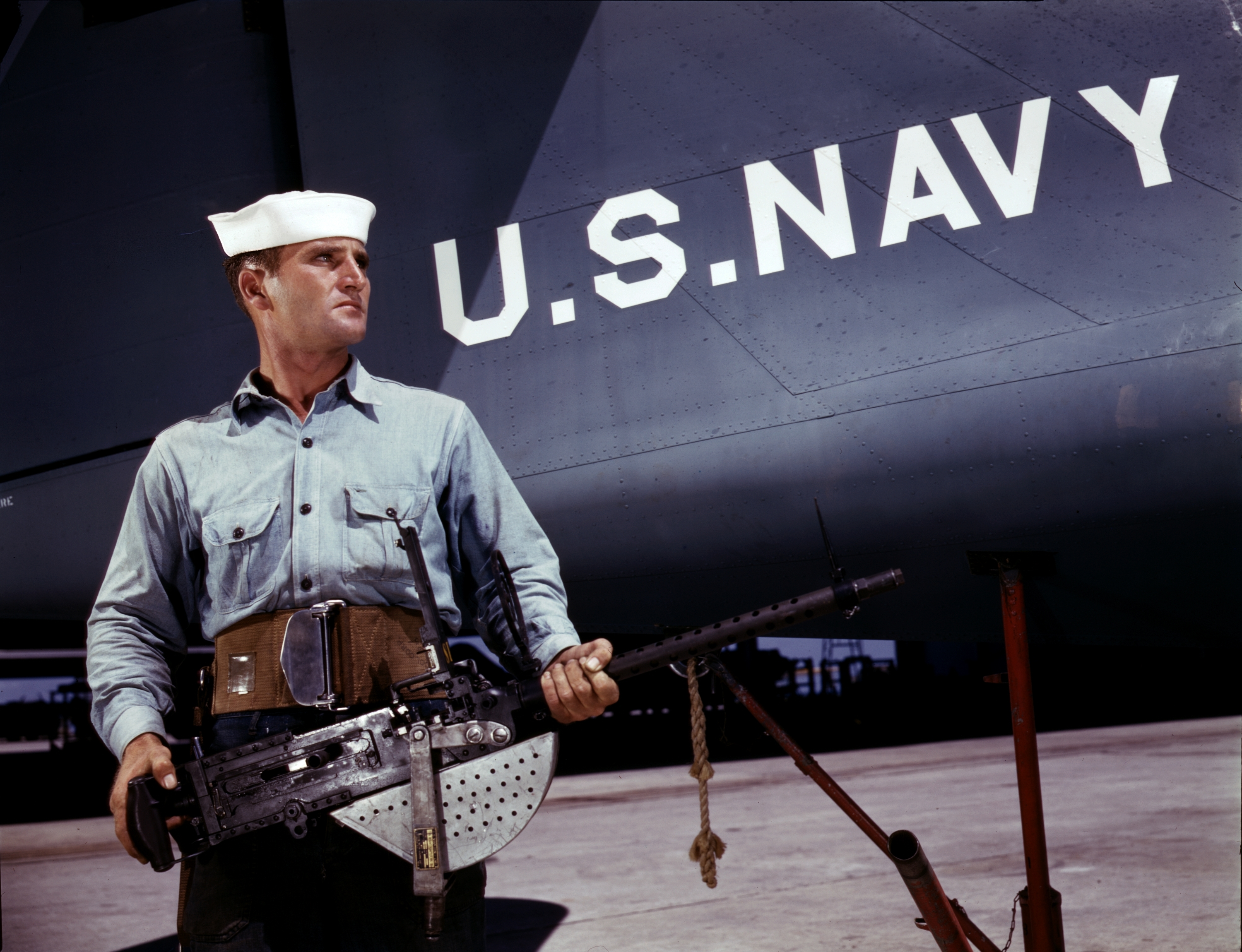
Po sedmi letech u US Navy, srpen 1942
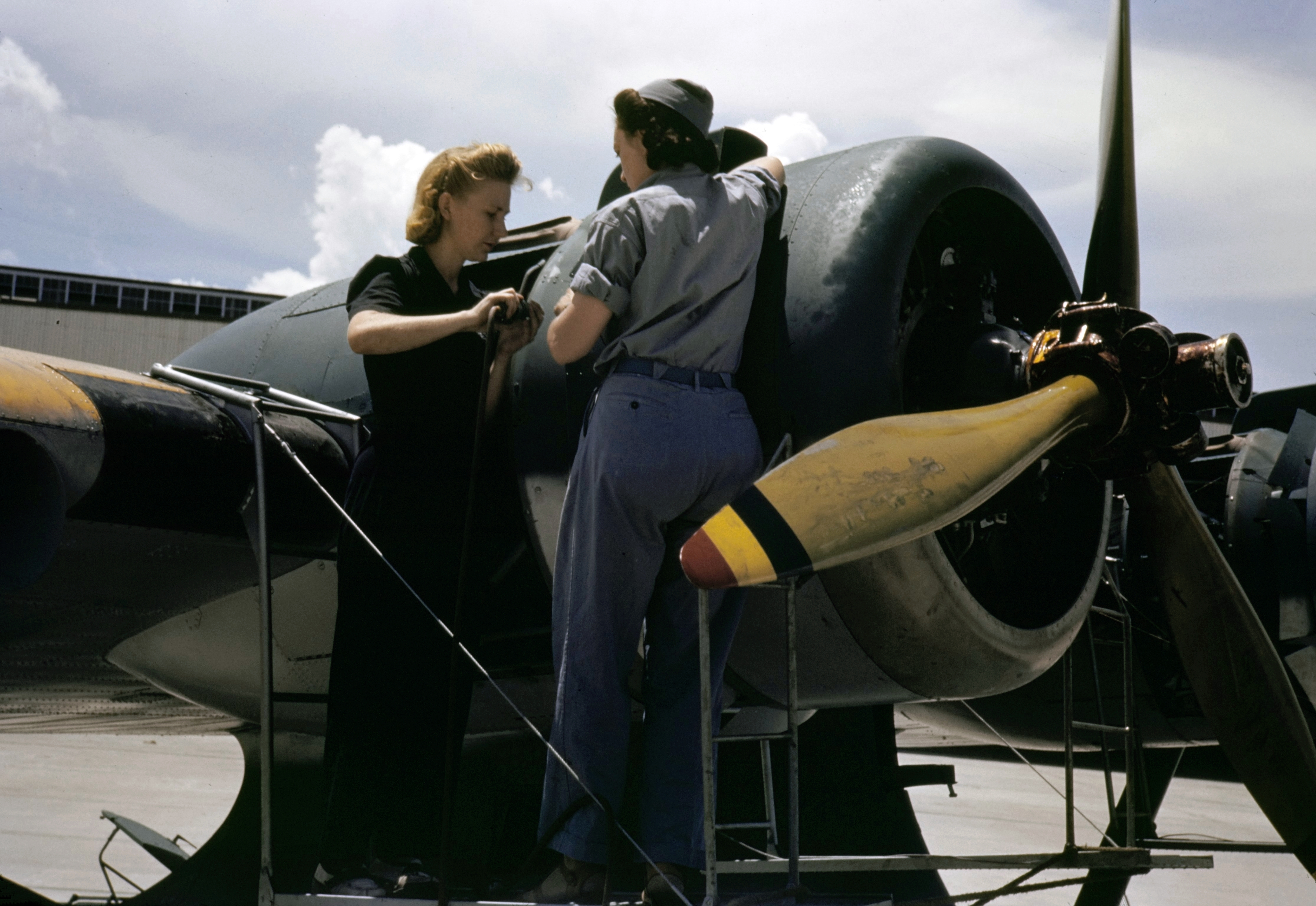
Ženy pracují na motoru Pratt & Whitney, Naval Air Station Corpus Christi, Texas, USA, 1942
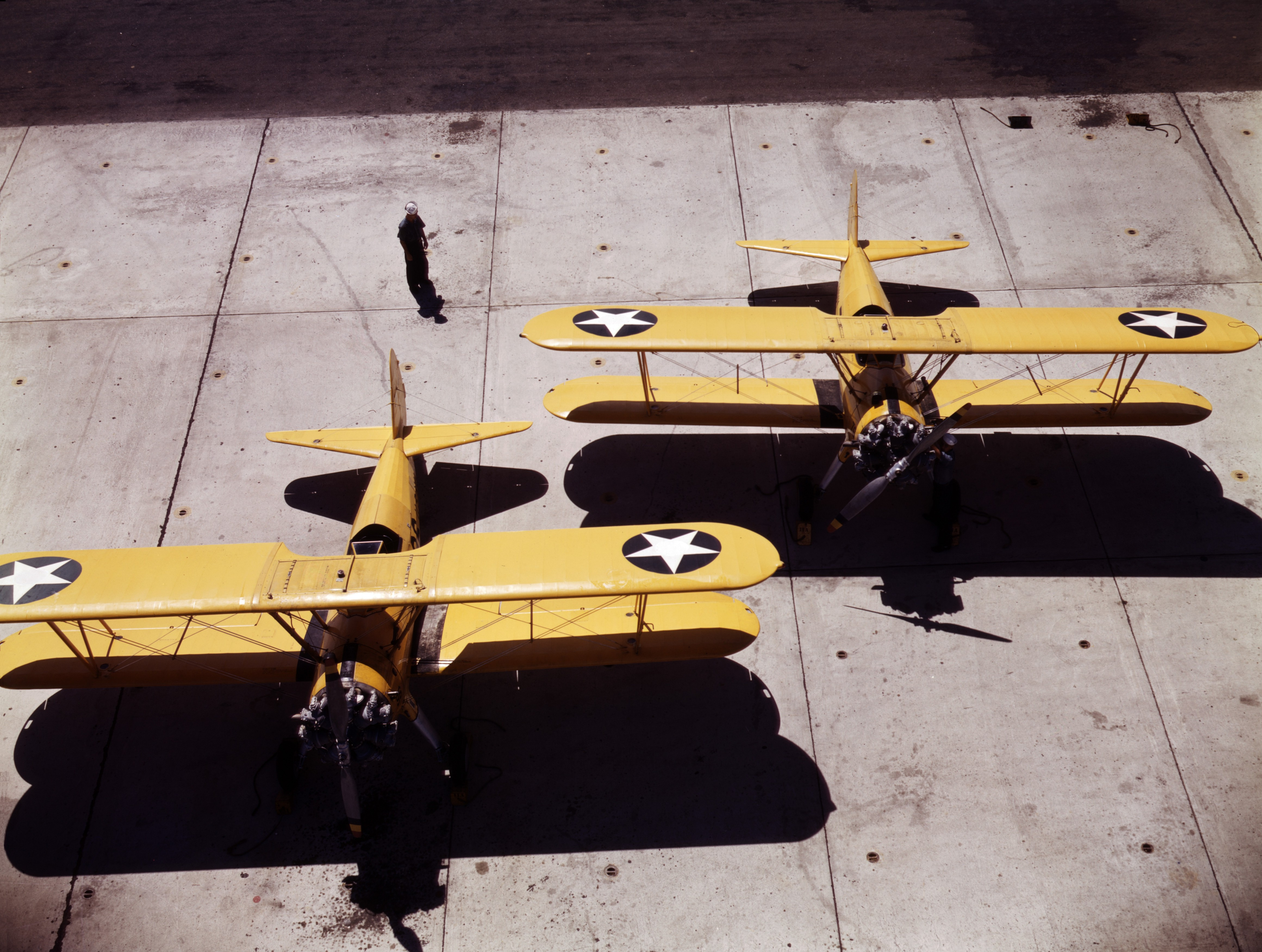
Cvičné letouny, Corpus Christi, Texas, USA, 1942
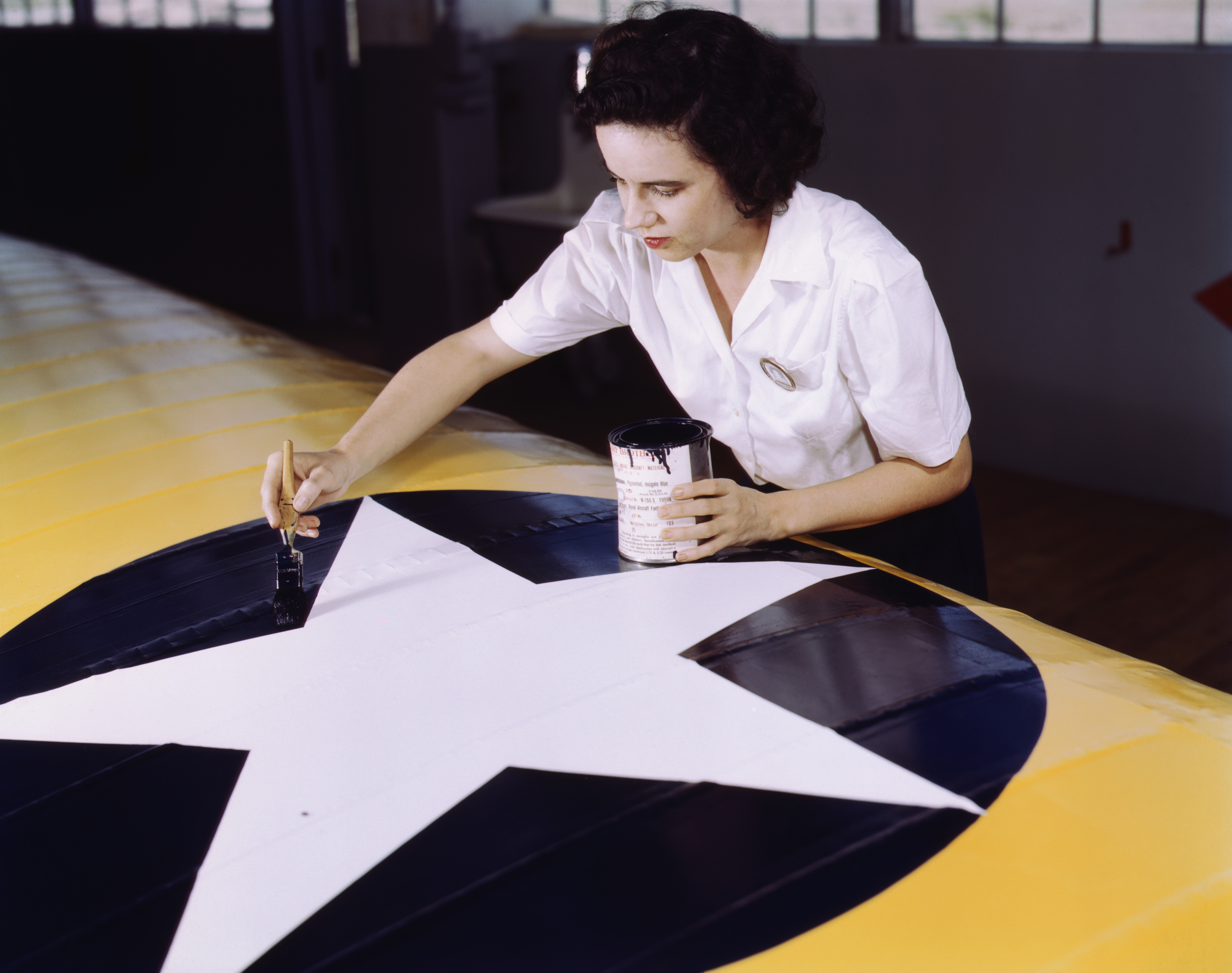
Slečna Grace Weaver maluje americké znaky na opravený letoun, Corpus Christi, Texas, USA, 1942
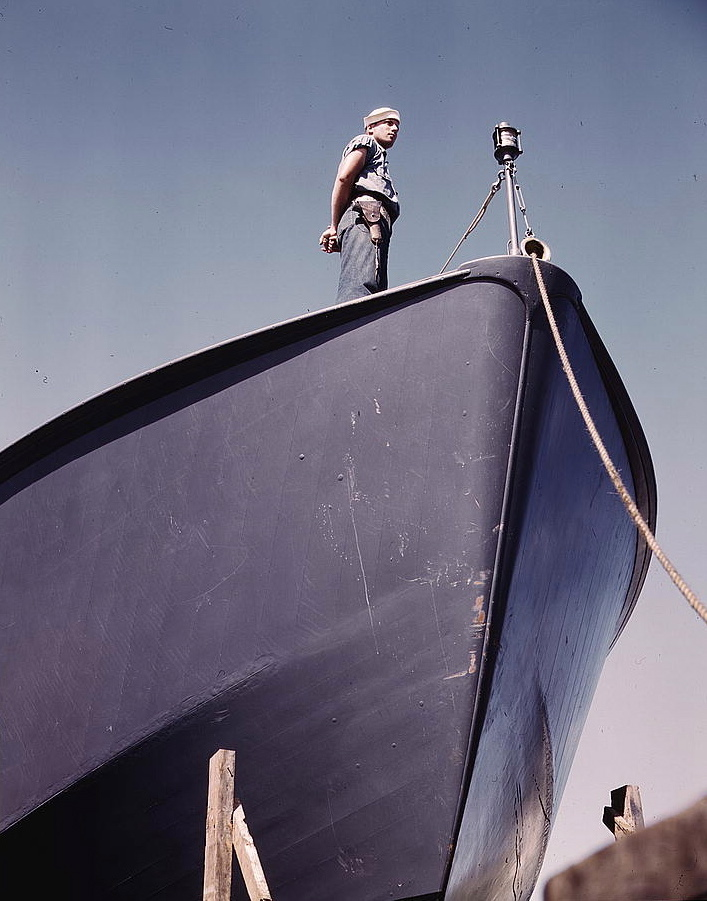
Pobřežní hlídka střeží nový torpédový člun ve výstavbě u loděnice Higgins Industries, New Orleans, Louisiana, 1942
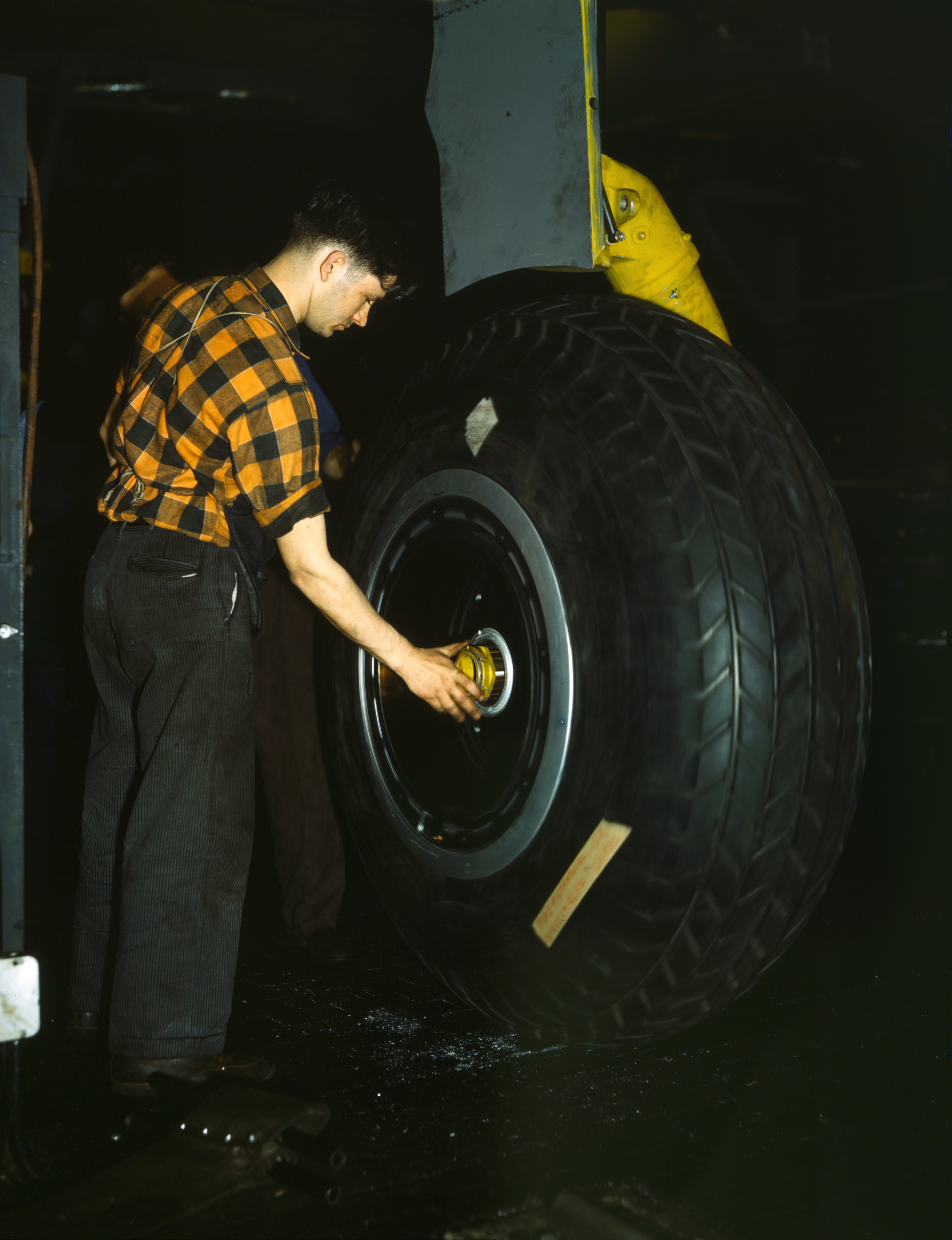
Prohlídka kola pro přistání transportního letounu, Willow Run, mezi 1941 a 1945